# Occupati d'Amelia (film 1925)
Occupati d'Amelia è un film muto italiano del 1925 (girato nel 1924) diretto da Telemaco Ruggeri.